# Kolva
Pour la rivière du nord de la Russie, voir Kolva (Oussa).
La Kolva (en russe : Колва) est une rivière de Russie et un affluent droit de la Vichera, donc un sous-affluent de la Volga, par la Kama.

## Géographie
La Kolva est longue de 460 km. Elle arrose le kraï de Perm. Son bassin a une superficie de 13 500 km2 . Elle prend sa source dans l'extrême nord-est de la région sur les contreforts ouest de l'Oural.
La Kolva est gelée de début novembre à fin avril ou début mai. Ses eaux proviennent principalement de la fonte des neiges. Elle est navigable sur environ 200 km. Elle se jette dans la Vichera un peu en aval de Tcherdyne.